# Brian Johnson (friidrottare)
Brian Johnson, född den 5 mars 1980, är en amerikansk friidrottare som tävlar i längdhopp.
Johnson första internationella mästerskapsfinal var inomhus-VM 2006 då han slutade sjua med ett hopp på 7,90. Han slutade tvåa vid IAAF World Athletics Final 2007 i Stuttgart efter ett hopp på 8,16.
Han deltog även vid Olympiska sommarspelen 2008 där han emellertid inte tog sig vidare till finalen. 

## Personliga rekord
- Längdhopp - 8,33 meter